# الاعتلال العصبي البصري نتيجة لنقص التروية

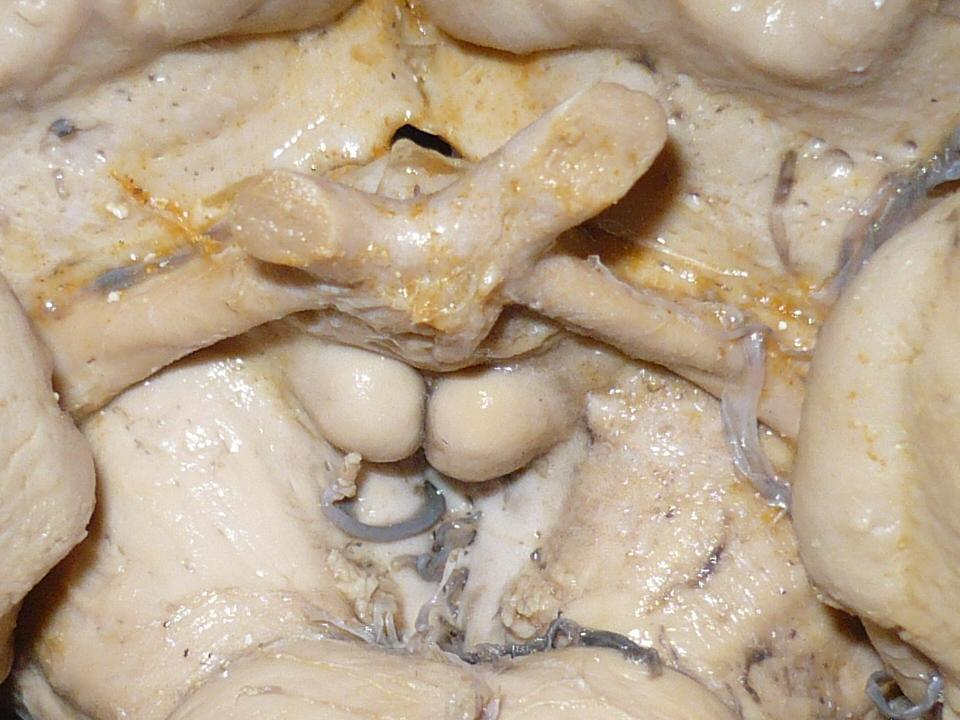
العصب البصري والقناة البصرية

الاعتلال العصبي البصري الناتج عن نقص التروية هو فقدان بنية ووظيفة جزء من العصب البصري بسبب انسداد تدفق الدم إلى العصب (أي نقص التروية). ويصنف الاعتلال العصبي البصري لنقص التروية إلى إعتلال العصب البصري لأمامي أو إعتلال العصب البصري الخلفي وفقاً للجزء المصاب من العصب البصري، وغالباً ما يشكو الأشخاص المصابون من فقدان حدة البصر وفقدان المجال البصري، وغالباً ما تكون الشكوى الأخيرة من فقدان المجال البصري العلوي أو السفلي.

## أسباب المرض الأخرى
عندما يحدث الاعتلال العصبي البصري في الأشخاص الذين تقل أعمارهم عن 50 سنة يجب الأخذ في الاعتبار وجود بعض المسببات الأخرى مثل:
- مرض السكري في الشباب.
- اضطرابات التخثر المرتبطة بالأجسام المضادة للدهون الفوسفورية.
- أمراض الكولاجين الوعائية.
- الصداع النصفي.
- نادراً ما يكون بسبب مضاعفات الجراحة داخل العين أو فقدان الدم الحاد والذي يسبب نقص التروية.[2]

## أعراض المرض
يحدث الاعتلال العصبي البصري الأمامي لنقص التروية مع فقدان للبصر مؤلم ومفاجئ ويتطور المرض خلال ساعات أو أيام، وتشمل نتائج الفحص عادةً انخفاض حدة البصر، وخلل في المجال البصري، وعمى الألوان، وخلل نسبي في العصب الوارد من حدقة العين، وانتفاخ رأس العصب البصري.
ويحدث الاعتلال العصبي البصري الخلفي لنقص التروية إما شرياني أو غير شرياني، ويتميز هذا النوع بفقدان حاد للبصر بدون اضطرابات أولية للقرص البصري، ولكن مع ضمور قرص العصب البصري لاحقاً.

## العلاج
وعلى الرغم من عدم وجود علاج معترف به لإستعادة البصر، فإنه حسب التقارير الأخيرة فقد يكون إزالة الضغط عن العصب البصري مفيد لمجموعة مختارة من المرضى الذين يعانون من انخفاض تدريجي في الرؤية بسبب الاعتلال العصبي البصري لنقص التروية.